# PRW-11

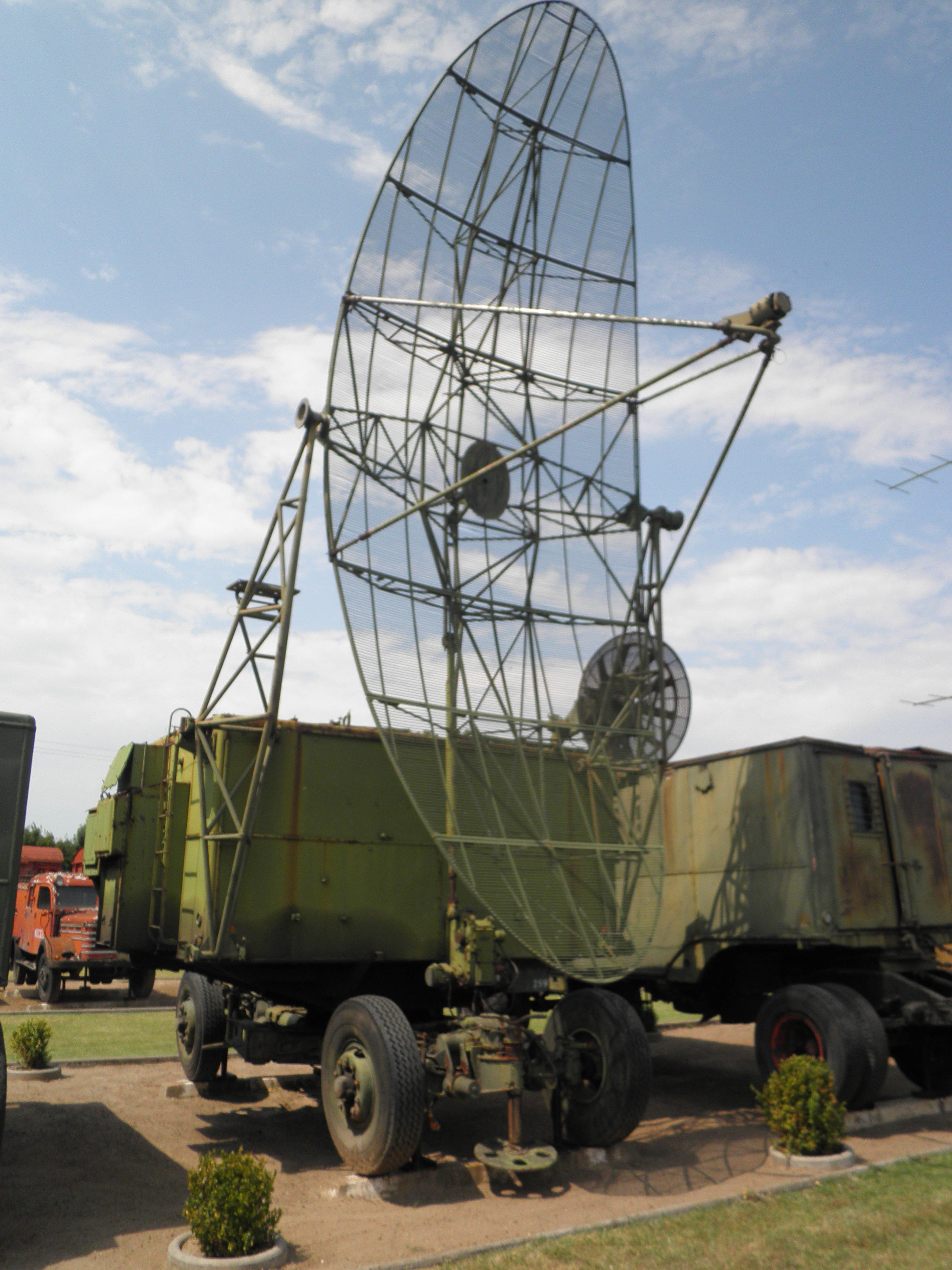
PRW-11 in einem ungarischen Militärmuseum

Als PRW-11 (russischer Codename "Вершина"; NATO-Code: Side Net; Herstellerbezeichnung "1RL119") wurde ein russischer Radarhöhenmesser  der Staaten des ehemaligen Warschauer Paktes bezeichnet.
Entwickelt wurde der PRW−11 für die Luftverteidigung seit 1958. Die ersten serienreifen Geräte wurden 1968 auf dem Dongusker Truppenübungsplatz in der Nähe von Orenburg erfolgreich getestet und in die Bewaffnung der sowjetischen Luftstreitkräfte/Luftverteidigung aufgenommen.
Die gesamte Apparatur wurde in drei Kabinen untergebracht. Die Sende-Empfangskabine mit der Parabolantenne war auf einer drehbaren Lafette aufgebaut und wurde meist auf einem kleinen aufgeschütteten Hügeln aufgestellt. Etwas abgesetzt dazu wurde die Sichtgerätekabine entfaltet. In einer weiteren Kabine war ein Stromversorgungsaggregat untergebracht.
In der ehemaligen NVA war der PRW-11 etwa seit 1962 im Einsatz. Eine Höhenbestimmung erfolgt nach der Zielzuweisung durch eine Rundblickstation oder durch ein automatisiertes Führungs- und Leitsystem (AFLS). Der PRW−11 besaß kein Sekundärradargerät.
| Technische Daten PRW-11 | Technische Daten PRW-11 |
| ----------------------- | ----------------------- |
| Frequenzbereich         | ca. 2,7 GHz             |
| Pulswiederholzeit       | 3 und 1,3 ms            |
| Pulswiederholfrequenz   | 330 und 730 Hz          |
| Sendezeit (PW)          | 3 und 1,5 µs            |
| Empfangszeit            |                         |
| Totzeit                 |                         |
| Pulsleistung            | 1,2 MW                  |
| Durchschnittsleistung   | 1,3 kW                  |
| angezeigte Entfernung   | bis 400 km              |
| Entfernungsauflösung    | 0,8 und 1,5 km          |
| Öffnungswinkel          | β:2° ε:1,2°             |
| Trefferzahl             |                         |
| Antennenumlaufzeit      |                         |